# Blutgletscher
Blutgletscher (en alemany Glacera de sang) és una pel·lícula de terror austríaca del 2013 dirigida per Marvin Kren. La pel·lícula es va estrenar al Festival Internacional de Cinema de Toronto el 6 de setembre de 2013 i va tenir una estrena limitada a les sales de cinema als Estats Units el 2 de maig de 2014. És protagonitzada per Gerhard Liebmann com a investigador que s'enfronta a un líquid estrany que representa una amenaça per a qualsevol cosa viva.

## Argument
Janek (Gerhard Liebmann) és un tècnic que treballa en una estació d'investigació als Alps austríacs. Petits equips de científics vénen a l'estació per estudiar l'escalfament global. Sembla que Janek no es porta bé amb l'equip actual, ja que prefereix quedar-se sol. Un dia, Janek i els científics descobreixen una glacera coberta d'un estrany líquid vermell que té efectes estranys sobre la fauna dels voltants. Els científics s'emocionen quan s'adonen que arrela a l'estómac i combina l'ADN de l'animal hoste amb el que hagi ingerit, donant lloc sovint a la creació d'una criatura híbrida que, inevitablement, esclatarà de l'interior de l'animal i causarà estralls a qui es creua en el seu camí. Però Janek desconfia més del líquid i dels perills potencials que suposa. Aviat es demostra que la seva precaució està justificada, ja que el grup comença a ser presa dels híbrids creats pel líquid. Està programada una visita de supervisió del ministre del Clima, i Janek s'horroritza quan descobreix que una antiga xicota seva es troba entre els nouvinguts.

## Repartiment
- Gerhard Liebmann com a Janek
- Edita Malovcic com a Tanja
- Brigitte Kren com a ministre Bodicek
- Santos com a Tinni
- Hille Beseler com a Birte
- Peter Knaack com a Falk
- Felix Römer com a Harald
- Wolfgang Pampel com a Bert Krakauer
- Murathan Muslu com a Luca
- Michael Fuith com a Urs
- Adina Vetter com Irene
- Coco Huemer com a Geli

## Producció
El rodatge va tenir lloc entre el 23 de juliol i el 31 d'agost de 2012 a uns 3.000 metres d'altitud al Suldenferner, una glacera dels Alps de l'Ortler prop de Sulden al Tirol del Sud. El motiu principal de totes les fotografies a l'aire lliure era una estació completa d'investigació climàtica glaciològica amb la cabana de Janek i una estació de mesura externa a la porta de la g lacera original. Com que aquesta és la zona d'excursionisme preferida de l'Angela Merkel, fins i tot va visitar el plató durant les seves vacances d'estiu. La producció d'Allegro Film va comptar amb el suport de l'Institut de Cinema Austríac, ORF Film/TV Agreement, Vienna Film Fund, Film Location Austria i Business Location Tirol del Sud/Alto Adige.

## Recepció
A Rotten Tomatoes la pel·lícula té una valoració del 45% basada en 22 ressenyes. A Metacritic té una puntuació del 45% basada en 9 ressenyes, que indica "ressenyes mixtes o mitjanes".
Molts crítics van fer comparacions negatives amb La cosa, amb IndieWire indicant que "aquest refrigerador de baix pressupost no és capaç de capturar el mateix tipus de temor i terror que va fer "La cosa" tan potent, tot i que el seu intent de basar-se més en els personatges i posar èmfasi en els efectes pràctics és una mica admirable." Els elogis per a la pel·lícula tendien a centrar-se en l'estatus de la pel·lícula com a pel·lícula de terror ecològic, ja que diversos crítics la van elogiar per no ser una "diatriba predicadora" i pels seus monstres. The A.V. Club la va assenyalar tot i que la pel·lícula era molt semblant a altres pel·lícules del mateix gènere, va funcionar a favor de Blutgletscher, ja que era "una pel·lícula que els espectadors havien vist desenes de vegades abans, i la tornaran a veure, amb lleugeres variacions, perquè encarna una qualitat fonamental de l'entreteniment de terror B."

### Premis
- Premi de cinema austríac al millor actor a Viennale (2014, guanyat - Gerhard Liebmann)
- Premi de cinema austríac al millor maquillatge al millor maquillatge a Viennale (2014, guanyat)
- Premi de cinema austríac al millor disseny de so a Viennale (2014, guanyat)
- Premi de cinema austríac al millor muntatge' a Viennale (2014, nominada)
- Premi Max Ophüls al Festival Max Ophüls (2014, nominat)